# Conus villalvernensis
Espèce
Conus villalvernensis est une espèce fossile de mollusques gastéropodes marins de la famille des Conidae.

## Classification
L'espèce Conus villalvernensis a été décrite pour la première fois en 2022 par le malacologiste Italien Giulio Pavia (d) dans « Rivista Italiana di Paleontologia e Stratigrafia »,.

### Publication originale
- [2022] (en) Pavia G., Dulai A., Festa A., Gennari R., Pavia M. et Carnevale G., « Palaeontology of the Upper Pliocene marine deposits of Rio Vaccaruzza, Villalvernia (Piedmont, NW Italy) », Rivista Italiana di Paleontologia e Stratigrafia, no 1,‎ 2022, p. 129-210.